# Chococho
Chococho (em ibo: Chokocho) é uma cidade do estado de Rios, na área de Etche, na Nigéria. Em 2016, havia 34 575 habitantes.